# البيضا بنت الأبيض
البيضا بنت الأبيض بن امرئ القيس بن الحارث، والدة شيبان بن العاتك. يمانية من أمهات النسب.